# Piret Järvis

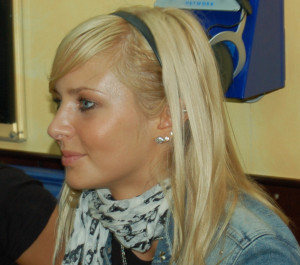
Piret Järvis (2005)

Piret Järvis-Milder (* 6. Februar 1984 in Tallinn) ist eine estnische Sängerin und Mitglied der estnischen Band Vanilla Ninja.

## Karriere
Nach ihrem Schulabschluss begann Piret an der Concordia-Universität in Tallinn (heute Baltic Film and Mediaschool) Medienwissenschaften zu studieren und erlangte dabei als Fernsehmoderatorin einiger Fernsehformate wie The Crazy World und Suvefizz erste Bekanntheit in Estland. So wurde der estnische Produzent Sven Lõhmus auf Järvis aufmerksam und wählte sie neben Lenna Kuurmaa, Maarja Kivi und Katrin Siska für sein Bandprojekt Vanilla Ninja aus. Die Texte des ersten, selbstbetitelten Albums stammen größtenteils von Järvis. Auch an den Lyrics des dritten, Blue Tattoo (2005), sowie des vierten Albums, Love Is War (2006), beteiligte sie sich. Auch nach ihrem Erfolg mit der Band blieb Piret Järvis dem estnischen Fernsehen erhalten und moderierte zum Beispiel die Realityshow Malaisia im Jahr 2005.
Järvis ist auch als Video Jockey mit Martin Veismann bei MTV Estland beschäftigt. Außerdem schreibt sie ab und zu Artikel für die estnische Zeitschrift Woman (Original: Naised).

### Privates
Seit Sommer 2006 ist Piret Järvis mit dem Schlagzeuger Kallervo Karu der estnischen Band Slide-fifty liiert und am 17. Juni 2008 machte das Paar seine Verlobung bekannt.

### 2008–2010: Teilnahmen an Tantsud Tähtedega und dem Eesti Laul
Von Oktober bis November 2008 nahm sie an der Show Tantsud Tähtedega teil, vergleichbar der RTL-Show Let’s Dance. Ihr Tanzpartner war der ehemalige Turniertänzer Mairold Millert. Das Paar schied am 2. November nach der vierten Sendung aus.
Järvis nahm am Eesti Laul 2010, der estnischen Vorentscheidung zum Eurovision Song Contest 2010 teil. Sie sang mit der Gruppe Disko 4000 den Titel Ei Usu gegen Lenna Kuurmaas Rapunzel. Beide konnten den Vorentscheid nicht für sich gewinnen.

### Seit 2011: Weitere Beteiligungen am ESC und dem Eesti Laul
Im Februar 2011 moderierten Kuurmaa und Järvis den Eesti Laul 2011, bei dem Getter Jaani als Siegerin hervorging. Piret Järvis verlas die Punkte beim Eurovision Song Contest 2011 am 14. Mai.
Am 12. Dezember 2011 veröffentlichte die Gruppe Shelton San ihr Debütalbum Well Behaved. Bei dem Lied Lie Still, Sleep Becalmed hat Järvis einen Gastpart übernommen. Auch 2012 moderierte Järvis den Eesti Laul 2012.

## Diskografie
Für Veröffentlichungen mit Vanilla Ninja siehe die Vanilla Ninja/Diskografie.
Singles
- 2010: Ei Usu (mit Disko 4000)

Gastbeiträge
- 2011: Lie Still, Sleep Becalmed (auf dem Album Well Behaved von Shelton San)